# Welcome to My Nightmare Tour
Welcome to My Nightmare Tour – pierwsza trasa koncertowa Alice Coopera; w jej trakcie odbyły się osiemdziesiąt dwa koncerty.
1. 21 marca 1975 – Kalamazoo, Michigan, USA – Wings Stadium
2. 24 marca 1975 – Muskegon, Michigan, USA – L.C. Walker Arena
3. 25 marca 1975 – Ashwaubenon, Wisconsin, USA – Brown County Veterans Memorial Arena
4. 27 marca 1975 – Evansville, Indiana, USA – Roberts Municipal Stadium
5. 28 marca 1975 – Flint, Michigan, USA – IMA Sports Arena
6. 29 marca 1975 – Erie, Pensylwania, USA – Erie County Field House
7. 1 kwietnia 1975 – Chicago, Illinois, USA – Chicago Stadium
8. 4 kwietnia 1975 – Richfield, Ohio, USA – Richfield Coliseum
9. 5 kwietnia 1975 – Detroit, Michigan, USA – Olympia Stadium
10. 6 kwietnia 1975 – Cincinnati, Ohio, USA – Cincinnati Gardens
11. 7 kwietnia 1975 – Trotwood, Ohio, USA – Hara Arena
12. 10 kwietnia 1975 – Richmond, Wirginia, USA – Richmond Coliseum
13. 11 kwietnia 1975 – Roanoke, Wirginia, USA – Roanoke Civic Center
14. 12 kwietnia 1975 – Charlotte, Karolina Północna, USA – Charlotte Coliseum
15. 13 kwietnia 1975 – Atlanta, Georgia, USA – Omni Coliseum
16. 17 kwietnia 1975 – Tampa, Floryda, USA – Curtis Hixon Hall
17. 18 kwietnia 1975 – Pembroke Pines, Floryda, USA – Hollywood Sportatorium
18. 20 kwietnia 1975 – Norfolk, Wirginia, USA – Norfolk Scope
19. 24 kwietnia 1975 – Baltimore, Maryland, USA – Baltimore Civic Center
20. 25 kwietnia 1975 – Filadelfia, Pensylwania, USA – The Spectrum
21. 27 kwietnia 1975 – Hartford, Connecticut, USA – Hartford Civic Center
22. 29 kwietnia 1975 – Notre Dame, Indiana, USA – Athletic & Convocation Center
23. 1 maja 1975 – Syracuse, Nowy Jork – War Memorial at Oncenter
24. 2 maja 1975 – Toronto, Ontario, Kanada – Maple Leaf Gardens
25. 3 maja 1975 – Ottawa, Ontario, Kanada – Ottawa Civic Centre
26. 4 maja 1975 – Niagara Falls, Nowy Jork, USA – Niagara Falls Convention Center
27. 5 maja 1975 – Nowy Jork, Nowy Jork, USA – Madison Square Garden
28. 14 maja 1975 – Denver, Kolorado, USA – Denver Coliseum
29. 15 maja 1975 – St. Louis, Missouri, USA – Kiel Auditorium
30. 16 maja 1975 – Kansas City, Missouri, USA – Kemper Arena
31. 17 maja 1975 – Tulsa, Oklahoma, USA – Tulsa Convention Center
32. 18 maja 1975 – Houston, Teksas, USA – Sam Houston Coliseum
33. 21 maja 1975 – Knoxville, Tennessee, USA – Knoxville Civic Centre
34. 22 maja 1975 – Louisville, Kentucky, USA – Louisville Gardens
35. 23 maja 1975 – Memphis, Tennessee, USA – Mid-South Coliseum
36. 24 maja 1975 – Mobile, Alabama, USA – Mobile Civic Center
37. 25 maja 1975 – Nashville, Tennessee, USA – Nashville Municipal Auditorium
38. 27 maja 1975 – Johnson City, Tennessee, USA – Freedom Hall Civic Center
39. 28 maja 1975 – Huntsville, Alabama, USA – Von Braun Civic Center
40. 29 maja 1975 – Little Rock, Arkansas, USA – Barton Coliseum
41. 30 maja 1975 – Shreveport, Luizjana, USA – Hirsch Memorial Coliseum
42. 31 maja 1975 – Oklahoma City, Oklahoma, USA – Fairgrounds Arena
43. 1 czerwca 1975 – Amarillo, Teksas, USA – Amarillo Civic Center
44. 5 czerwca 1975 – Monroe, Luizjana, USA – Monroe Civic Center
45. 6 czerwca 1975 – Jackson, Mississippi, USA – Mississippi Coliseum
46. 7 czerwca 1975 – Nowy Orlean, Luizjana, USA – City Park Stadium
47. 8 czerwca 1975 – University Park, Teksas, USA – Moody Coliseum
48. 12 czerwca 1975 – Bakersfield, Kalifornia, USA – Bakersfield Civic Coliseum
49. 13 czerwca 1975 – San Bernardino, Kalifornia, USA – Swing Auditorium
50. 14 czerwca 1975 – Phoenix, Arizona, USA – Arizona Veterans Memorial Coliseum
51. 15 czerwca 1975 – Fresno, Kalifornia, USA – Selland Arena
52. 17 czerwca 1975 – Inglewood, Kalifornia, USA – Kia Forum
53. 18 czerwca 1975 – Inglewood, Kalifornia, USA – The Forum
54. 20 czerwca 1975 – Portland, Oregon, USA – Portland Memorial Coliseum
55. 21 czerwca 1975 – Seattle, Waszyngton, USA – Seattle Center Coliseum
56. 22 czerwca 1975 – Spokane, Waszyngton, USA – Spokane Coliseum
57. 23 czerwca 1975 – Vancouver, Kolumbia Brytyjska, Kanada – Pacific Coliseum
58. 26 czerwca 1975 – Edmonton, Alberta, Kanada – Northlands Coliseum
59. 28 czerwca 1975 – Bloomington, Minnesota, USA – Met Center
60. 29 czerwca 1975 – Omaha, Nebraska, USA – Omaha Civic Auditorium
61. 2 lipca 1975 – Winnipeg, Manitoba, Kanada – Winnipeg Arena
62. 3 lipca 1975 – Duluth, Minnesota, USA – Duluth Arena Auditorium
63. 4 lipca 1975 – Des Moines, Iowa, USA – Veterans Memorial Coliseum
64. 9 lipca 1975 – Landover, Maryland, USA – Capital Centre
65. 10 lipca 1975 – Harrisburg, Pensylwania, USA – Farm Show Complex
66. 11 lipca 1975 – Pittsburgh, Pensylwania, USA – Pittsburgh Civic Arena
67. 12 lipca 1975 – Jersey City, New Jersey, USA – Roosevelt Stadium
68. 13 lipca 1975 – Montreal, Quebec, Kanada – Montreal Forum
69. 16 lipca 1975 – Providence, Rhode Island, USA – Providence Civic Center
70. 31 lipca 1975 – Sztokholm, Szwecja – Gröna Lund
71. 1 września 1975 – Göteborg, Szwecja – Scandinavium
72. 3 września 1975 – Kopenhaga, Dania – Folketeatret
73. 4 września 1975 – Brema, Niemcy – Stadthalle
74. 5 września 1975 – Böblingen, Niemcy – Sporthalle
75. 6 września 1975 – Ludwigshafen, Niemcy – Radstadium
76. 7 września 1975 – Wiedeń, Austria – Stadthalle
77. 8 września 1975 – Monachium, Niemcy – Circus Krone
78. 11 września 1975 – Londyn – Empire Pool
79. 12 września 1975 – Londyn, Anglia – Empire Pool
80. 14 września 1975 – Liverpool, Anglia – Empire Pool
81. 16 września 1975 – Paryż, Francja – Olympia
82. 17 września 1975 – Antwerpia, Belgia – Sportpaleis Antwerp